# Episodi di Bosch: l'eredità (prima stagione)
La prima stagione della serie televisiva Bosch: l'eredità, composta da dieci episodi, è stata trasmessa negli Stati Uniti dal 6 maggio 2022 al 27 maggio 2022.
In Italia, la serie è stata trasmessa dalla piattaforma streaming Amazon Prime dal 6 maggio 2022 al 27 maggio 2022.
| nº | Titolo originale             | Titolo italiano                 | Pubblicazione  |
| -- | ---------------------------- | ------------------------------- | -------------- |
| 1  | The Wrong Side of Goodbye    | Il lato oscuro dell'addio       | 6 maggio 2022  |
| 2  | Pumped                       | Su di giri                      | 6 maggio 2022  |
| 3  | Message in a Bottle          | Messaggio nella bottiglia       | 6 maggio 2022  |
| 4  | Horseshoes and Hand Grenades | Ferri di cavallo e bombe a mano | 6 maggio 2022  |
| 5  | Plan B                       | Piano B                         | 13 maggio 2022 |
| 6  | Chain of Authenticity        | Concatenazione di autenticità   | 13 maggio 2022 |
| 7  | One Of Your Own              | Uno dei tuoi                    | 20 maggio 2022 |
| 8  | Bloodline                    | Linea di sangue                 | 20 maggio 2022 |
| 9  | Cat Got a Name?              | Ha un nome?                     | 27 maggio 2022 |
| 10 | Always/All Ways              | Sempre/ In tutti i modi         | 27 maggio 2022 |

## Il lato oscuro dell'addio
- Titolo originale: The Wrong Side of Goodbye
- Diretto da: Zetna Fuentes
- Scritto da: Michael Connelly e Eric Ellis Overmyer

### Trama
L'ex detective del dipartimento di polizia di Los Angeles Harry Bosch lavora come investigatore privato, mentre la figlia Maddie sta ripercorrendo le sue orme in polizia. La ragazza ha appena superato la prima fase dell'addestramento da recluta, nonostante il suo partner le abbia fatto rapporto per averlo lasciato solo durante un inseguimento. Reina Vasquez, la nuova partner di Maddie, mette subito in chiaro che l'essere figlia di una leggenda come Bosch non le spalancherà le porte e dovrà meritarsi i suoi successi. Honey sta faticosamente ricominciando a lavorare dopo il coma, subendo la doccia fredda dell'annullamento del processo contro Carl Rogers per mancanza di prove. Per spronarla a tornare in pista, il suo capo le affida la difesa di Jeffrey Herstadt, giovane senzatetto accusato dell'omicidio di un medico.
Bosch è contattato da John Creighton della Trident Security perché un cliente molto importante, il miliardario Whitney Vance, ha richiesto i suoi servigi. Vance vuole scoprire che fine ha fatto Vibiana Duarte, una donna messicana con cui ebbe una relazione ai tempi del college e che il padre gli intimò di non frequentare per non essere diseredato. Maddie si ritrova coinvolta con Reina in una lite domestica, dimostrando parecchia agilità e rimediando un occhio nero. Convinta come tutti della colpevolezza di Herstadt, Honey non si oppone alla richiesta dell'accusa di non fissare una cauzione ed è pronta a giocare l'unica carta possibile, la perizia psichiatrica. Una scossa di terremoto danneggia le fondamenta della casa di Bosch, tanto che i funzionari comunali vorrebbero farlo evacuare.
Bosch ha scoperto che Vibiana si è suicidata otto mesi dopo la relazione con Vance. Benché l'uomo sembri accontentarsi della risposta, Bosch vuole scavare più a fondo perché convinto dell'esistenza di un figlio avuto con Vibiana. Honey chiede a Bosch di deporre come testimone nel processo contro Herstadt in qualità di esperto delle tecniche di interrogatorio della polizia, ottenendo l'invalidazione della confessione da resa dal giovane. Purtroppo per Honey e Bosch, l'accusa ha in mano una nuova prova, il DNA di Herstadt sulla scena del crimine. Dopo aver visto la conferenza stampa di Rogers in cui ha festeggiato la sua libertà, Bosch promette a Honey che riusciranno a incastrarlo, però stavolta si dovrà fare a modo suo.

## Su di giri
- Titolo originale: Pumped
- Diretto da: Patrick Cady
- Scritto da: Tom Bernardo

### Trama
Bosch chiede al suo socio Mo, esperto di tecnologia, di spiare Rogers, mentre Honey proverà a logorarlo con una causa civile. L'obiettivo è far ottenere un risarcimento a Bella Winslow per la morte ingiusta della madre Sobel. Mentre la polizia è a caccia di Labelle Brown, un rapinatore di persone nei pressi dei bancomat, Maddie combina un pasticcio, lasciando incustodito un fermato che è riuscito a fuggire con le manette intestate a lei. Attraverso un'agendina Maddie e Reina riescono a rintracciarlo e recuperare le manette. Lev Ivanovich, membro della gang russa della Bratva con cui Rogers era in combutta, arriva a Los Angeles dopo tredici ore di volo ed è accolto dal fratello Alex. Philip Corwin, ceo della società di Vance, teme che in caso di sua morte possa comparire un qualche erede a togliergli potere.
Momentaneamente alloggiato in un motel abbandonato, nell'attesa che la sua casa torni agibile, Bosch viene informato che, quando si trovava in carcere, Rogers godeva di uno speciale regime di protezione solitamente riservato ai detenuti importanti. Bosch fa visita ad Abigail Turnbull, l'assistente sociale che seguì Vibiana quando partorì in una casa famiglia. Intercettando Rogers, Mo apprende che lui e il suo consulente finanziario Simon Wakefield  devono incontrare un certo Scroby. Honey cita come testimone il soccorritore che aiutò Herstadt durante un attacco di convulsioni avvenuto in un bar, dimostrando che ha utilizzato lo stesso saturimetro adoperato con il ragazzo anche nell'intervento successivo, determinando il trasferimento del DNA. Herstadt è quindi scarcerato.
Turnbull racconta a Bosch che Vibiana tenne con sé il bambino dopo il parto, dandogli il nome Dominick e creando con lui un forte legame che la traumatizzò parecchio quando il piccolo le venne tolto. Alex e Lev Ivanovich uccidono con la benzina un colluso che accusano di non versare il pizzo. Bosch trova il certificato di nascita del figlio di Vibiana, apprendendo che si chiama Dominick Santanello.

## Messaggio nella bottiglia
- Titolo originale: Message in a Bottle
- Diretto da: Alex Zakrzewski
- Scritto da: Naomi Iizuka

### Trama
Bosch ed Honey fanno visita in carcere a Willy Datz, ingaggiato da Alex Ivanovich per tirare Rogers fuori dai guai. Indagando su Dominick Santanello, Bosch scopre che si era arruolato in Marina come paramedico, morendo in battaglia un mese prima di compiere vent'anni. Scorrendo il necrologio di Dominick, Bosch si imbatte frequentemente nel nome di una certa Olivia che per anni gli ha lasciato messaggi. Bosch ragguaglia Vance sulle informazioni emerse a proposito di Dominick, inducendolo a interrogarsi su quanto sarebbe potuta essere diversa la sua vita se avesse voltato le spalle alla famiglia e seguito l'amore. Maddie sta entrando in sintonia con Reina, la quale non è più ostile come all'inizio, ed è anche invitata a uscire dal collega Rico Perez.
Congedatosi da Vance, Bosch semina una macchina che lo stava seguendo e raggiunge Rogers in una palazzina dove sta incontrando i fratelli Ivanovich. Costoro pretendono il pagamento del loro onorario in contanti, una cifra rialzata dagli interessi che Rogers in questo momento non possiede, concedendogli una settimana di tempo. Bosch viene notato da una telecamera e riesce a fuggire prima di essere braccato dagli Ivanovich. È il detective di West Hollywood Nikita Bulgakov a fornire a Bosch dettagli sugli Ivanovich, mettendolo in guardia sulla pericolosità di due membri così in vista della Bratva. Maddie e Reina si occupano di Preeda Saetang, una donna thailandese abusata sessualmente in casa propria. Reina invita Maddie a essere professionale e non prendere a cuore ogni singolo caso.
Honey continua a rivivere il giorno in cui fu colpita a fuoco, bramando di premere lei stessa il grilletto contro l'uomo mascherato. Olivia telefona a Bosch, concordando un incontro per raccontargli tutto quello che sa a proposito di Dominick. Bosch ignora di essere seguito a distanza da John Creighton che lo sta tenendo sotto controllo per conto di qualcuno.

## Ferri di cavallo e bombe a mano
- Titolo originale: Horseshoes and Hand Grenades
- Diretto da: Patrick Cady
- Scritto da: Barbara Curry

### Trama
Olivia McDonald si presenta come la sorellastra di Dominick, adottata dai coniugi Luca e Audrey Santanello. Ottenuto l'accesso agli effetti personali di Dominick, Bosch preleva un rullino di fotografie che chiede alla scientifica di esaminare. Lo stesso giorno Olivia riceve la visita di due uomini che si presentano come membri dell'unione veterani per un indennizzo di vecchia data a favore di Dominick. Maddie non riesce a togliersi dalla testa la situazione di Preeda, avvertendo fisicamente la sofferenza della ragazza thailandese. Honey riceve un caso innovativo, quello di Russell Barnes, vittima di uno scambio di persona con il software di riconoscimento facciale. Destinatario della citazione in giudizio per la causa civile intentata da Bella Winslow, Rogers sente il fiato degli Ivanovich sul collo.
Uscita a bere con i compagni di accademia, Maddie non regge ai racconti di guerra ed esce per sfogarsi al telefono con il padre. Le fotografie di Dominick sono state scattate nel 1972, anno di morte del ragazzo, quando trascorse qualche giorno di licenza con Vibiana. Bosch chiede l'aiuto di Stanlio e Ollio, in pensione ma sempre pronti all'azione, per pedinare Rogers e scoprire che è in affari con Russ Pensak e Leo Aslan, impresari nel settore degli oleodotti. Honey riesce a dimostrare lo scambio di persona e ottenere un risarcimento assai sostanzioso per Barnes, ma vorrebbe andare ugualmente in aula per cambiare il sistema e far avere al cliente ancora più denaro. Tuttavia, Barnes non intende correre rischi e accetta il patteggiamento, benché difficilmente riuscirà a riabilitare la propria reputazione.
Bosch si introduce nella raffineria, inviando a Honey foto e video che dimostrano come Rogers sottragga illegalmente carburante, notando degli esplosivi attaccati alle tubature. Uscito dall'edificio, Bosch è fermato da un sorvegliante.

## Piano B
- Titolo originale: Plan B
- Diretto da: Alex Zakrzewski
- Scritto da: Chris Wu

### Trama
Bosch si spaccia per John Creighton, mostrando al sorvegliante un biglietto da visita della Trident Security e venendo scortato fuori dalla raffineria senza conseguenze. Pressato dalla necessità di saldare il debito con gli Ivanovich, Rogers vuole realizzare un secondo rubinetto per incrementare i guadagni, però i soci sono preoccupati di attirare troppo l'attenzione. Honey avverte Simon Wakefield di essere pronta a incriminare suo figlio Garrett, reo di aver realizzato stime immobiliari fraudolente per favorire i prestiti bancari di Rogers. Maddie è contattata da Preeda, cui aveva lasciato il suo numero, perché vorrebbe consigli sull'installazione di un sistema di allarme. Vance si spegne all'età di ottantotto anni, senza aver ricevuto i messaggi di Bosch che il suo maggiordomo David Sloan si è premurato di cancellare.
Lev Ivanovich strangola Simon Wakefield perché lo ha visto parlare con Honey. Andata a casa di Wakefield, Honey trova il cadavere galleggiare in piscina e recupera il suo cellulare, dandolo a Mo per estrarne il contenuto. Bosch fa visita a Halley Lewis, commilitone e amico intimo di Dominick, il cui nome gli era stato fatto da Olivia McDonald. Lewis racconta che Dominick si innamorò follemente di una fotoreporter ispanica, Vibiana, incaricata di intervistare i soldati a Camp Pendleton. Bosch chiede l'aiuto di Mo per collegarsi alla rete di Aslan e far esplodere le condutture della raffineria, così da bloccare il business di Rogers. Preeda parla a Maddie di una app utilizzata dai vicini per segnalare le effrazioni che avvengono nel quartiere. Maddie chiede consiglio al padre su quale tipo di poliziotto deve diventare.
David Sloan comunica a Bosch che i suoi servigi per Vance non sono più richiesti, mentre Philip Corwin valuta di sospendere la sorveglianza sul detective. Bosch si introduce nuovamente nella raffineria, dove Aslan e i suoi uomini hanno appena iniziato i lavori per costruire il secondo rubinetto, come da ordine perentorio di Rogers che non può permettersi di scontentare i russi. Non volendo causare vittime, Bosch attira Aslan e gli altri fuori dall'edificio, prima di innescare l'esplosivo. La notizia dell'esplosione può essere usata da Honey, impegnata a negoziare con Rogers i termini del patteggiamento della causa civile, per strappare condizioni migliori a favore di Bella Winslow. Al termine dell'incontro, Honey telefona a Bosch per gioire della riuscita del loro piano, con il detective nel frattempo tornato alla casa sulla collina.

## Concatenazione di autenticità
- Titolo originale: Chain of Authenticity
- Diretto da: Sharat Raju
- Scritto da: Tom Bernardo e Eric Ellis Overmyer

### Trama
Honey ricorda a Keating, l'avvocato di Rogers, che il suo cliente si è impegnato a rendere al procuratore una piena confessione dei crimini commessi. Rogers sta però progettando di fuggire in Vietnam a bordo di un container non estradabile negli Stati Uniti. Ad accorgersene è Matthew Ramirez, il segretario di Honey, che rintraccia un carico in partenza a Wilmington. Honey si precipita sul posto, nascondendosi appena prima di essere vista da Rogers. Sulle tracce dell'uomo ci sono anche i fratelli Ivanovich che, dopo aver ucciso il suo avvocato, freddano anche lui e lo lasciano all'interno del container. Honey chiude il container, in modo tale che il cadavere venga spedito in Vietnam e sparisca dalla circolazione. Pur scioccata per aver assistito al delitto, Honey è al tempo stesso sollevata della fine di un personaggio così scomodo, riferendo al solo Bosch cosa è successo al porto.
Vance ha lasciato un testamento olografo in cui nomina Bosch esecutore unico, rendendolo ancora più determinato a risolvere il caso e scovare l'erede. Bosch continua a essere pedinato dagli uomini di Creighton, il quale ribadisce che deve porre fine alla sua indagine se non vuole subire conseguenze. La poliziotta Paulina Calderon, una recluta con cui Maddie ha molto legato, rimane gravemente ferita in una sparatoria durante un fermo stradale e proprio a Maddie è dato l'ingrato compito di comunicarlo alla famiglia. Quella sera Bosch racconta a Maddie di quando rischiò di morire durante un'operazione contro una banda di rapinatori seriali di banche e che a salvargli la vita fu un'agente dell'FBI, sua madre Eleanor. Bosch incontra il vecchio partner Edgar, che sta indagando sulla sparatoria a Paulina per la Rapine & Omicidi, consegnandogli l'originale del testamento di Vance, affinché sia in mani sicure.

## Uno dei tuoi
- Titolo originale: One Of Your Own
- Diretto da: Hagar Ben-Asher
- Scritto da: Naomi Iizuka e Benjamin Pitts

### Trama
Willy Datz è accoltellato in carcere da Raul Arraya, malavitoso cliente di Honey che durante il loro colloquio lo aveva avvertito di un favore che Arraya le doveva. L'avvocata si mostra tranquilla quando due detective giungono nel suo studio a interrogarla, definendo alquanto sospette le sue parole di allora. Bosch torna a indagare sull'omicidio del Dottor Basu, la cui responsabilità venne inizialmente attribuita a Jeffrey Herstadt, infastidendo l'ex collega Gustafason con cui ha dei conti in sospeso e che è un convinto colpevolista di Herstadt. Parlando con uno studente che era stato interrogato da Gustafason, Bosch apprende che il detective ha omesso una parte importante della deposizione del ragazzo in cui identificava il probabile assassino. L'unità anti-gang della polizia è a caccia di James Sharp, l'uomo che ha sparato a Paulina e di cui si sono perse le tracce.
Bosch interroga la figlia di Basu, accorgendosi di come Gustafason abbia instillato nella vedova del medico il dubbio della colpevolezza di Herstadt. Mentre Bosch è interrogato su Arraya, Honey parla con lui in carcere e viene a sapere che la Bratva ha cominciato a manifestare interesse verso Datz. Preeda torna a farsi viva con Maddie per sapere quali progressi sono stati fatti sul suo caso. Maddie chiede ad Althea Coleman, la detective che se ne sta occupando, per saperne di più sulla app Neighbourhoods. L'unità anti-gang chiede la collaborazione della madre di Nicole Davis, fidanzata di Sharp con cui è in fuga, per riuscire a rintracciarli. Philip Corwin licenzia Ida Porter, storica segretaria di Vance, ricompensandola con una generosa buonuscita. Lewis telefona a Bosch per dirgli che si è ricordato il nome del giornale per cui Vibiana lavorava, Arraza.
Maddie partecipa all'operazione che conduce all'uccisione di Sharp e Nicole, i quali non si sono fermati durante l'inseguimento. Andato alla sede del giornale, Bosch riconosce una fotografia molto simile a quella rinvenuta a casa di Olivia McDonald e legge sul retro il nome della fotografa che l'ha scattata, Gabriela Lida. Costei è la madre di Vibiana, frutto della relazione avuta con Dominick quando era di stanza a Camp Pendleton. Gabriela rimase incinta appena prima che Dominick fosse inviato in Vietnam, tenendo segreta la loro relazione e sposandosi informalmente sulla spiaggia di Coronado. Alla bambina fu messo il nome Vibiana perché era lo stesso della madre naturale di Dominick, ma quando quest'ultimo cadde in battaglia Gabriela non volle rivelare l'esistenza della bambina per paura di perdere la battaglia legale contro la potente famiglia Vance. Gabriela fornisce a Bosch l'indirizzo in cui vive la figlia, mentre uno scagnozzo di 
Creighton continua a tenerlo d'occhio.

## Linea di sangue
- Titolo originale: Bloodline
- Diretto da: Ernest R. Dickerson
- Scritto da: Osokwe Tychicus Vasquez

### Trama
Mentre sta riflettendo sul caso Vance, Bosch torna con la mente a quando da ragazzo riuscì a rintracciare suo padre, il ricco avvocato Michael Haller Senior. Il giovane Bosch, appena entrato in polizia, voltò le spalle ai soldi di Haller perché non si era mai interessato a lui. Prima di andarsene, Bosch osservò con interesse il figlio piccolo di Haller, il suo fratellastro Mickey.
Bosch non dà segno di preoccuparsi per il rinvenimento di una cimice nell'abat-jour del suo ufficio, potendola usare a proprio vantaggio per ingannare Creighton. Maddie viene preparata dalle risorse interne all'eventualità di dover deporre in tribunale sulla sparatoria contro Sharp, ricevendo l'invito a non lanciarsi in speculazioni e riferire soltanto ciò di cui è sicura. Lo studio di Honey prende in carico la famiglia di Nicole Davis, convincendola a muovere causa al LAPD per l'ingiusta morte della figlia, la quale risulta fosse in contatto con un certo detective Morrison e, dunque, stava fattivamente collaborando alla cattura del compagno. Gabriela telefona a Bosch per informarlo che Vibiana è disposta a incontrarlo l'indomani, con l'investigatore obbligato a fingere di parlare con Maddie per non farsi scoprire da Creighton.
Bosch convince Vibiana a sottoporsi al test del DNA il prima possibile, correndo il serio pericolo che Corwin la faccia uccidere per impedirle di mettere le mani sull'eredità del nonno. Memore del suo rifiuto dei soldi degli Haller, Bosch non vuole che Vibiana si precluda l'opportunità di migliorare la propria vita. Sul fronte Basu, Bosch parla con la moglie e la figlia del medico, apprendendo che Gustafason ha omesso dal verbale un altro aspetto importante, cioè che Basu si stava battendo con il consiglio medico per l'alto numero di prescrizioni di oppioidi. Maddie apprende dalla televisione che Honey ha fatto causa alla polizia, vivendo con un misto di preoccupazione e delusione il trovarsi contro il suo ex capo. Questo la porta nelle braccia di Perez, concretizzando il lungo corteggiamento del collega.
Honey ha intuito che la famiglia Davis le sta nascondendo qualcosa, così chiede a Krys, la sorella di Nicole, essere sincera con lei. Maddie e Reina ottengono un buon risultato, catturando un guardone che stava tentando un'effrazione. Questo accresce la stima della detective Coleman nei confronti di Maddie. Creighton si reca in un centro di addestramento situato in un luogo isolato fuori città, dove una giovane killer si sta allenando a sparare. Creighton le assegna l'incarico di uccidere Bosch.

## Ha un nome?
- Titolo originale: Cat Got a Name?
- Diretto da: Kate Woods
- Scritto da: Eric Ellis Overmyer

### Trama
Bosch si accorge che qualcuno è entrato nel suo studio, insospettendosi della donna che stava facendo le pulizie nel palazzo. L'investigatore chiede a Ida Porter, storica segretaria di Vance, la firma di un affidavit per certificare l'autenticità della busta contenente il testamento olografo. Honey assolda la collega Amanda Scones, ex procuratore messasi in proprio, che in passato ha vinto una causa contro il LAPD. L'uomo mascherato che ha aggredito Preeda è tornato a palesarsi nel quartiere Thai della città, così la caccia viene affidata a Maddie e Reina. La maschera è ritrovata all'interno di un bidone della spazzatura. La killer si introduce nei laboratori della Bioright, dove Honey aveva appena consegnato il campione del dna di Vibiana, causando un incendio.
Avuto accesso al computer di Basu, Bosch scova il nominativo del Dottor Shipman come colui che ha prescritto il maggior numero di oppioidi. Bosch apprende dai detective incaricati dell'indagine su Vance che la stilografica del miliardario era sparita dal suo ufficio al momento della morte. Bosch torna a casa di Ida Porter, stavolta accompagnato da Honey, accusandola di aver soffocato Vance con un cuscino e imitato la sua scrittura per redarre il testamento. Ida rivela che Vance, convinto di essere prossimo alla morte, le aveva chiesto di scrivere un nuovo testamento e spedirlo a Bosch, dimenticandosi però della sua fidata segretaria. A quel punto Ida ha modificato il testamento in modo da esservi inclusa, ma quando Vance si è inaspettatamente ripreso e ventilato l'ipotesi di incaricare un avvocato della stesura della versione definitiva, lo ha ucciso per impedirgli di scoprire cosa aveva fatto.
La killer fotografa David Sloan mentre sta incontrando Bosch, promettendogli che proteggerà l'erede di Vance. Contattato da Vibiana perché Sloan gli ha chiesto un controllo, fatto insolito perché ne aveva già effettuato uno quella mattina, Bosch ordina alla donna e al figlio quattordicenne di fuggire immediatamente. I due si nascono sotto un carrello nel magazzino dello stabile, ma la killer forza la porta ed entra nella loro stanza, mentre Bosch si sta precipitando a salvarli.

## Sempre/ In tutti i modi
- Titolo originale: Cat Got a Name?
- Diretto da: Adam Davidson
- Scritto da: Michael Connelly e Titus Welliver

### Trama
Afghanistan, 2003. Il sergente Bosch e il suo plotone irrompono in un covo di talebani. Condotti al quartier generale, i soldati americani vogliono sottoporli a torture che Bosch disapprova, venendo invitato a lasciare l'esercito se non gli piacciono questi metodi.
Presente. Bosch attiva l'ascensore per attirare la killer, liberando Vibiana e il figlio con cui fugge in macchina. Honey ottiene l'accesso alle bodycam degli agenti, indispettendo Bosch che minaccia di chiudere i rapporti con lei se coinvolgerà Maddie. Quest'ultima è sotto shock per aver assistito alla morte di un giovane ispanico vittima di una sparatoria, perito in solitudine nel solaio di una catapecchia. Bosch espone a Gustafason la teoria secondo cui Shipman ha ucciso Basu dopo che costui voleva interrompere la somministrazione degli oppioidi ai senzatetto, intimandondogli di compiere il suo dovere e procedere all'arresto. Mo invia a Bosch il video che mostra la killer uccidere Sloan, andato sotto casa di Vibiana per il controllo di sicurezza. Bosch sequestra Creighton, minacciando di adottare quei metodi di tortura che ai tempi dell'Afghanistan aborriva se non accetterà di collaborare.
Honey mostra al detective Morrison prove inequivocabili dai filmati delle bodycam che le darebbero ragione in tribunale. Maddie prende la faccenda sul personale, avvertendo Honey che con la sua causa distruggerà diverse carriere in polizia, compresa la sua. Bosch si reca alla casa sul lago di Vance, dove fa giungere la killer per la resa dei conti. Dopo un inseguimento all'interno della casa, Bosch uccide la donna. Morrison è disposto a dare la registrazione a Honey, auspicando che la usi per contribuire al cambiamento della polizia. Sul fronte Vance, Honey presenta un'istanza per far entrare Vibiana e il figlio nella società. Maddie è felice perché Reina le ha permesso di guidare la macchina della polizia, confidando al padre di essere a disagio quando non risponde alle sue chiamate.  Tornata a casa, Maddie non sa che nel rispostiglio è nascosto l'uomo con la maschera. Bosch partecipa ad una mostra dei quadri di Vibiana, sancendo la rottura con Honey che chiederà a Maddie di autenticare il filmato della sua bodycam perché ha ripreso la scena. Preoccupato che la figlia non sia venuta alla mostra senza chiamare, Bosch si precipita a casa sua e non trova nessuno, capendo da una zanzariera tagliata che è stata rapita dal famigerato uomo con la maschera.